# Фактор зсідання крові XIII, поліпептид A1
Фактор зсідання крові XIII, поліпептид A1 (англ. Coagulation factor XIII A chain, Фібрин-стабілізуючий фактор) — білок, який кодується геном F13A1, розташованим у людей на короткому плечі 6-ї хромосоми. Довжина поліпептидного ланцюга білка становить 102 амінокислоти, а молекулярна маса — 11 262.
| 10         |  | 20         |  | 30         |  | 40         |  | 50         |
| ---------- |  | ---------- |  | ---------- |  | ---------- |  | ---------- |
| XAYGVPPSAW |  | TGSVDILLEY |  | RSSENPVRYG |  | QCWVFAGVFN |  | TFLRCLGIPA |
| RIVTNYFSAH |  | DNDANLQMDI |  | FLEEDGNVNS |  | KLTKDSVWYP |  | SIPAAGMSPK |
| SA         |  |            |  |            |  |            |  |            |

A: Аланін

C: Цистеїн

D: Аспарагінова кислота

E: Глутамінова кислота

F: Фенілаланін

G: Гліцин

H: Гістидин

I: Ізолейцин

K: Лізин

L: Лейцин

M: Метіонін

N: Аспарагін

P: Пролін

Q: Глутамін

R: Аргінін

S: Серин

T: Треонін

V: Валін

W: Триптофан

X: X, поліпептид A1

## Взаємодія
Фактор зсідання крові XIII, поліпептид A1 демонструє  взаємодію з  F13B.